# Дињано (Мачерата)
Дињано (итал. Dignano) насеље је у Италији у округу Мачерата, региону Марке.
Према процени из 2011. у насељу је живело 60 становника. Насеље се налази на надморској висини од 877 м.